# 綾瀬市
綾瀬市（あやせし）は、神奈川県中部に位置する県央の市。人口は約8.3万人。

## 地理

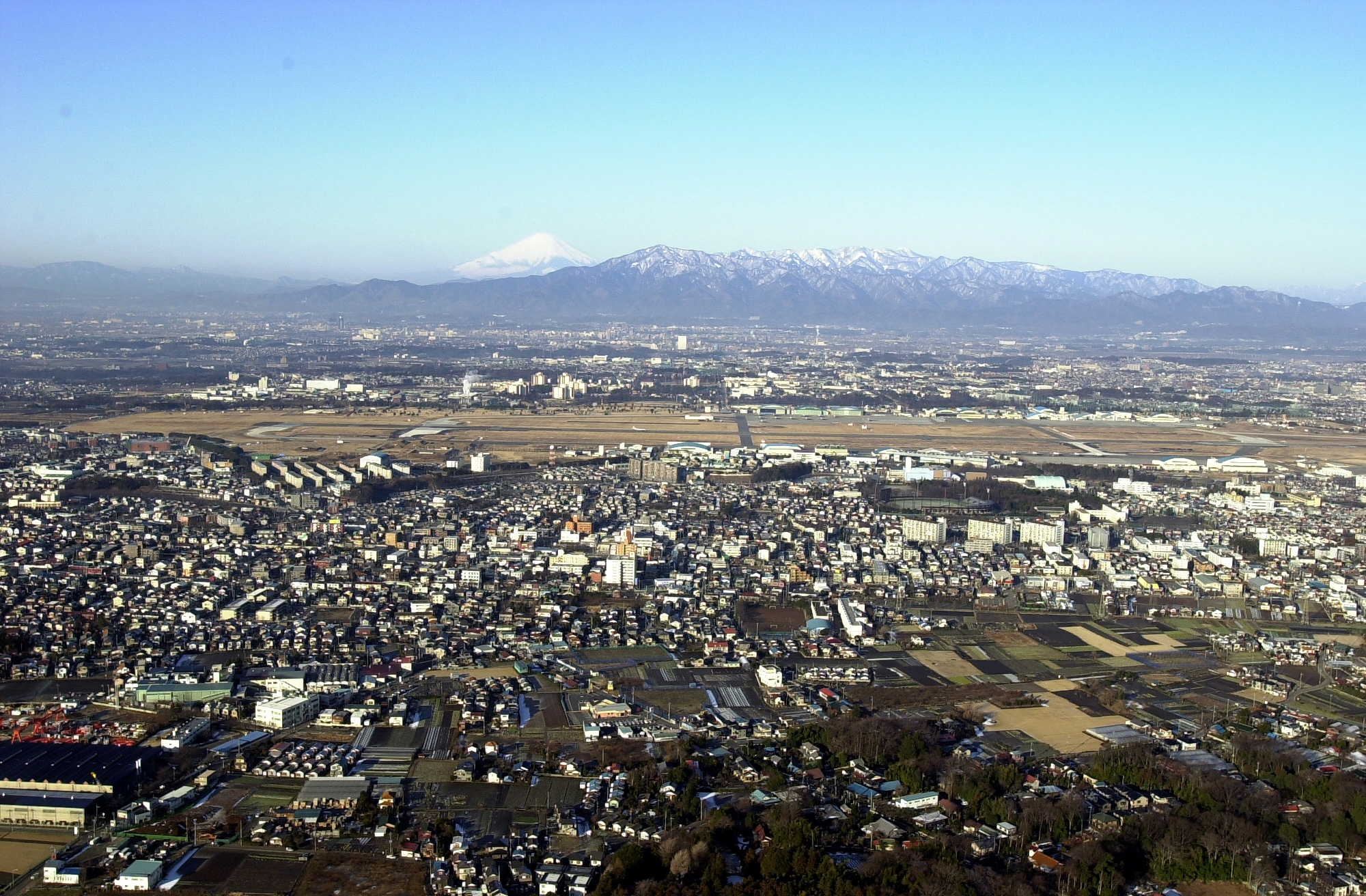
綾瀬市の街並み

神奈川県内では最も新しい市で、市内の18%強が在日米軍と海上自衛隊の厚木基地となっており（同基地総面積の約78%に相当）、騒音問題や財政面などで基地の影響を大きく受ける自治体である。なお、厚木基地は厚木の名称を冠しているが、厚木市はかかわっていない。
全域が相模川の河岸段丘にあり、丘陵の起伏は比較的穏やか、気候は比較的温暖である。「緑と文化が薫るふれあいのまち あやせ」を市の標語に掲げている。
市内に鉄道駅がなく、また厚木基地の騒音の影響を受けることもあり、周辺地域に比べて地価は安い。
もともと農業・工業中心の町であったが、近年の市内はタウンセンター計画により、市役所周辺は住宅地や飲食店等が立ち並び、2005年3月には大型商業施設である綾瀬タウンヒルズショッピングセンターが開店(2025年2月閉店)、2021年には東名高速道路の綾瀬スマートインターチェンジが開通するなど都市化が進んでいる。
また、最近では「何もない」事を逆手に取り官民一体となってロケ地として力を入れており、ドラマなどの撮影が行われている。

### 自然
河川
- 目久尻川（市西部）
- 比留川（市中部）
- 蓼川（市東南部で比留川と合流）

### 隣接している自治体
市内に厚木基地はあるが、厚木市とは隣接していない。
- 神奈川県
  - 海老名市
  - 大和市
  - 藤沢市

## 歴史
- 1889年（明治22年）4月1日: 小園村・早川村・吉岡村・寺尾村・深谷村・蓼川村・本蓼川村・上土棚村の8村が合併し、高座郡綾瀬村が成立する。
- 1945年（昭和20年）4月1日: 町制施行し綾瀬町となる。
- 1978年（昭和53年）11月1日: 市制施行し綾瀬市となる。
- 1989年（平成元年）: 綾瀬村誕生から100年を迎える。
- 1996年（平成8年）: 綾瀬市庁舎が現在地に移転。
- 2008年（平成20年）: 市制施行30周年を記念して、マスコットキャラクター「あやぴぃ」が生まれる[3]。2012年（平成24年）11月1日に市のマスコットキャラクターになる。
- 2009年（平成21年）: 神奈川県警察綾瀬合同庁舎が開設。
- 2020年（令和2年）：綾瀬市消防本部新庁舎完成。
- 2021年（令和3年）：東名高速道路綾瀬SIC開通。

## 市名の由来
地名となる「綾瀬」は1889年に初めて登場したものである。その由来には大まかに3つの説がある。
- 蓼川・比留川・目久尻川の支流（瀬）が綾のような地形をなしていることにちなむ。
- 養蚕が盛んだったため、絹でできた綾織にちなむ。
- 蓼川はかつて「綾瀬川」と呼ばれていたことにちなむ。

## 人口
令和2年（2020年）国勢調査結果の人口は83,913人であり、平成27年（2015年）国勢調査結果の人口から、547人の減少となっている。
県内で鉄道駅がある三浦半島方面の逗子市、三浦市、や県西部の南足柄市より人口が多い。人口密度は施行時特例市である平塚市と同程度の約3,800人/k㎡である。
| |                                        |  |
| 綾瀬市と全国の年齢別人口分布（2005年） | 綾瀬市の年齢・男女別人口分布（2005年） |  |
| ■紫色 ― 綾瀬市 ■緑色 ― 日本全国 | ■青色 ― 男性 ■赤色 ― 女性              |  |
| 綾瀬市（に相当する地域）の人口の推移 \| 1970年（昭和45年） \| 24,960人 \| \| \| 1975年（昭和50年） \| 50,367人 \| \| \| 1980年（昭和55年） \| 65,078人 \| \| \| 1985年（昭和60年） \| 71,152人 \| \| \| 1990年（平成2年） \| 77,926人 \| \| \| 1995年（平成7年） \| 80,680人 \| \| \| 2000年（平成12年） \| 81,019人 \| \| \| 2005年（平成17年） \| 81,767人 \| \| \| 2010年（平成22年） \| 83,167人 \| \| \| 2015年（平成27年） \| 84,460人 \| \| \| 2020年（令和2年） \| 83,913人 \| \| |                                        |  |
| 総務省統計局 国勢調査より |                                        |  |
| 1970年（昭和45年） | 24,960人                               |  |
| 1975年（昭和50年） | 50,367人                               |  |
| 1980年（昭和55年） | 65,078人                               |  |
| 1985年（昭和60年） | 71,152人                               |  |
| 1990年（平成2年） | 77,926人                               |  |
| 1995年（平成7年） | 80,680人                               |  |
| 2000年（平成12年） | 81,019人                               |  |
| 2005年（平成17年） | 81,767人                               |  |
| 2010年（平成22年） | 83,167人                               |  |
| 2015年（平成27年） | 84,460人                               |  |
| 2020年（令和2年） | 83,913人                               |  |

## 地域

### 町名
綾瀬市では、一部の区域で住居表示に関する法律に基づく住居表示が実施されている。住居表示実施前の町名等欄で下線がある町名はその全部、それ以外はその一部であり、町名の末尾に数字がある場合には丁目を表す。
| 町名           | 町名の読み         | 町区域新設年月日 | 住居表示実施年月日 | 住居表示実施前の町名等                                                     | 備考 |
| -------------- | ------------------ | ---------------- | ------------------ | -------------------------------------------------------------------------- | ---- |
| 深谷           | ふかや             | 1889年4月1日     | 未実施             |                                                                            |      |
| 深谷中一丁目   | ふかやなか         | 2018年2月13日    | 2018年2月13日      |                                                                            |      |
| 深谷中二丁目   | ふかやなか         | 2018年2月13日    | 2018年2月13日      |                                                                            |      |
| 深谷中三丁目   | ふかやなか         | 2005年11月7日    | 2005年11月7日      | 大字深谷字大邸・字大久保・字中郷                                           |      |
| 深谷中四丁目   | ふかやなか         | 2005年11月7日    | 2005年11月7日      | 大字深谷字大久保・字中郷・字本郷・字四ッ谷                                 |      |
| 深谷中五丁目   | ふかやなか         | 2005年11月7日    | 2005年11月7日      | 大字深谷字中郷・字本郷                                                     |      |
| 深谷中六丁目   | ふかやなか         | 2005年11月7日    | 2005年11月7日      | 大字深谷字大邸・字鶴ヶ岡                                                   |      |
| 深谷中七丁目   | ふかやなか         | 2005年11月7日    | 2005年11月7日      | 大字深谷字大邸・字中郷・字与蔵山下・字水久保・字鶴ヶ岡                     |      |
| 深谷中八丁目   | ふかやなか         | 2005年11月7日    | 2005年11月7日      | 大字深谷字中郷・字本郷・字与蔵山下・字水久保                               |      |
| 深谷中九丁目   | ふかやなか         | 2005年11月7日    | 2005年11月7日      | 大字深谷字廻り坂・字与蔵山下・字水久保・字鶴島、大字本蓼川字稲荷山・字新道 |      |
| 深谷南一丁目   | ふかやみなみ       | 2005年11月7日    | 2005年11月7日      | 大字深谷字大邸・字取内・字不聞山                                           |      |
| 深谷南二丁目   | ふかやみなみ       | 2005年11月7日    | 2005年11月7日      | 大字深谷字大邸・字鶴ヶ岡・字取内・字不聞山                                 |      |
| 深谷南三丁目   | ふかやみなみ       | 2005年11月7日    | 2005年11月7日      | 大字深谷字鶴ヶ岡・字鶴島                                                   |      |
| 深谷南四丁目   | ふかやみなみ       | 2005年11月7日    | 2005年11月7日      | 大字深谷字鶴ヶ岡・字鶴島・字水久保、大字本蓼川字稲荷山                     |      |
| 深谷南五丁目   | ふかやみなみ       | 2005年11月7日    | 2005年11月7日      | 大字深谷字鶴島・字打越                                                     |      |
| 深谷南六丁目   | ふかやみなみ       | 2005年11月7日    | 2005年11月7日      | 大字深谷字鶴ヶ岡・字鶴島・字不聞山・字打越                                 |      |
| 深谷南七丁目   | ふかやみなみ       | 2005年11月7日    | 2005年11月7日      | 大字深谷字鶴島・字取内・字不聞山・字打越                                   |      |
| 深谷上一丁目   | ふかやかみ         | 2018年2月13日    | 2018年2月13日      |                                                                            |      |
| 深谷上二丁目   | ふかやかみ         | 2018年2月13日    | 2018年2月13日      |                                                                            |      |
| 深谷上三丁目   | ふかやかみ         | 2007年10月1日    | 2007年10月1日      | 大字深谷字長峰・字谷頭                                                     |      |
| 深谷上四丁目   | ふかやかみ         | 2007年10月1日    | 2007年10月1日      | 大字深谷字長峰・字谷頭・字山王塚                                           |      |
| 深谷上五丁目   | ふかやかみ         | 2007年10月1日    | 2007年10月1日      | 大字深谷字谷頭・字与蔵山・字本郷                                           |      |
| 深谷上六丁目   | ふかやかみ         | 2007年10月1日    | 2007年10月1日      | 大字深谷字長峰・字谷頭・字中郷・字本郷・字四ッ谷                           |      |
| 深谷上七丁目   | ふかやかみ         | 2007年10月1日    | 2007年10月1日      | 大字深谷字谷頭・字本郷                                                     |      |
| 深谷上八丁目   | ふかやかみ         | 2007年10月1日    | 2007年10月1日      | 大字深谷字与蔵山・字与蔵山下・字本郷・字廻り坂、大字本蓼川字新道・字宮越   |      |
| 落合北一丁目   | おちあいきた       | 2004年2月23日    | 2004年2月23日      | 大字深谷字取内                                                             |      |
| 落合北二丁目   | おちあいきた       | 2004年2月23日    | 2004年2月23日      | 大字深谷字落合・字取内                                                     |      |
| 落合北三丁目   | おちあいきた       | 2004年2月23日    | 2004年2月23日      | 大字深谷字落合                                                             |      |
| 落合北四丁目   | おちあいきた       | 2004年2月23日    | 2004年2月23日      | 大字深谷字下落合・字打越・字落合                                           |      |
| 落合北五丁目   | おちあいきた       | 2004年2月23日    | 2004年2月23日      | 大字深谷字落合・字取内                                                     |      |
| 落合北六丁目   | おちあいきた       | 2004年2月23日    | 2004年2月23日      | 大字深谷字取内                                                             |      |
| 落合北七丁目   | おちあいきた       | 2004年2月23日    | 2004年2月23日      | 大字深谷字下落合・字打越・字不聞山・字落合・字取内                         |      |
| 落合南一丁目   | おちあいみなみ     | 2004年2月23日    | 2004年2月23日      | 大字深谷字落合                                                             |      |
| 落合南二丁目   | おちあいみなみ     | 2004年2月23日    | 2004年2月23日      | 大字深谷字長坂上・字落合                                                   |      |
| 落合南三丁目   | おちあいみなみ     | 2004年2月23日    | 2004年2月23日      | 大字深谷字長坂上                                                           |      |
| 落合南四丁目   | おちあいみなみ     | 2004年2月23日    | 2004年2月23日      | 大字深谷字長坂上・字下落合                                                 |      |
| 落合南五丁目   | おちあいみなみ     | 2004年2月23日    | 2004年2月23日      | 大字深谷字長坂上・字下落合                                                 |      |
| 落合南六丁目   | おちあいみなみ     | 2004年2月23日    | 2004年2月23日      | 大字深谷字長坂上・字下落合・字落合                                         |      |
| 落合南七丁目   | おちあいみなみ     | 2004年2月23日    | 2004年2月23日      | 大字深谷字下落合・字落合                                                   |      |
| 落合南八丁目   | おちあいみなみ     | 2004年2月23日    | 2004年2月23日      | 大字深谷字下落合                                                           |      |
| 落合南九丁目   | おちあいみなみ     | 2004年2月23日    | 2004年2月23日      | 大字深谷字下落合・字打越                                                   |      |
| 蓼川           | たてかわ           | 1889年4月1日     | 未実施             |                                                                            |      |
| 蓼川一丁目     | たてかわ           | 1987年11月9日    | 1987年11月9日      | 大字蓼川字桜ヶ岡・字稲ノ森・字水ノ頭                                       |      |
| 蓼川二丁目     | たてかわ           | 1987年11月9日    | 1987年11月9日      | 大字蓼川字水ノ頭                                                           |      |
| 蓼川三丁目     | たてかわ           | 1987年11月9日    | 1987年11月9日      | 大字蓼川字藤之森・字松ケ本・字稲ノ森・字水ノ頭                             |      |
| 大上           | おおがみ           | 1889年4月1日     | 未実施             |                                                                            |      |
| 大上一丁目     | おおがみ           | 1984年2月13日    | 1984年2月13日      | 大字深谷字桃並・字山王塚、大字大上字豊原                                   |      |
| 大上一丁目     | おおがみ           | 1984年2月13日    | 2001年10月29日     | 大上1（住居表示未実施区域の全部）                                          |      |
| 大上二丁目     | おおがみ           | 1984年2月13日    | 1984年2月13日      | 大字大上字共ケ岡・字豊原                                                   |      |
| 大上三丁目     | おおがみ           | 1984年2月13日    | 1984年2月13日      | 大字大上字共ケ岡                                                           |      |
| 大上四丁目     | おおがみ           | 1984年2月13日    | 1984年2月13日      | 大字大上字豊原・字青原・字共ケ岡                                           |      |
| 大上五丁目     | おおがみ           | 1984年2月13日    | 1984年2月13日      | 大字大上字青原・字共ケ岡                                                   |      |
| 大上六丁目     | おおがみ           | 1984年2月13日    | 1984年2月13日      | 大字大上字青原・字共ケ岡                                                   |      |
| 大上七丁目     | おおがみ           | 2007年10月1日    | 2007年10月1日      | 大字深谷字出口・字柳川、大字蓼川字桜ヶ岡                                   |      |
| 大上八丁目     | おおがみ           | 2007年10月1日    | 2007年10月1日      | 大字深谷字出口・字柳川                                                     |      |
| 大上九丁目     | おおがみ           | 2007年10月1日    | 2007年10月1日      | 大字深谷字柳川                                                             |      |
| 寺尾           | てらお             | 1889年4月1日     | 未実施             |                                                                            |      |
| 寺尾北一丁目   | てらおきた         | 1980年9月30日    | 1980年9月30日      | 大字寺尾字大塚・字天野原                                                   |      |
| 寺尾北二丁目   | てらおきた         | 1980年9月30日    | 1980年9月30日      | 大字寺尾字大塚・字林                                                       |      |
| 寺尾北三丁目   | てらおきた         | 1980年9月30日    | 1980年9月30日      | 大字寺尾字林                                                               |      |
| 寺尾北四丁目   | てらおきた         | 1980年9月30日    | 1980年9月30日      | 大字寺尾字林・字大塚                                                       |      |
| 寺尾台一丁目   | てらおだい         | 1980年9月30日    | 1980年9月30日      | 大字寺尾字天野原・字中尾                                                   |      |
| 寺尾台二丁目   | てらおだい         | 1980年9月30日    | 1980年9月30日      | 大字寺尾字天野原                                                           |      |
| 寺尾台三丁目   | てらおだい         | 1980年9月30日    | 1980年9月30日      | 大字寺尾字天野原                                                           |      |
| 寺尾台四丁目   | てらおだい         | 1980年9月30日    | 1980年9月30日      | 大字寺尾字天野原                                                           |      |
| 寺尾中一丁目   | てらおなか         | 1980年9月30日    | 1980年9月30日      | 大字寺尾字子ノ神                                                           |      |
| 寺尾中二丁目   | てらおなか         | 1980年9月30日    | 1980年9月30日      | 大字寺尾字子ノ神・字林                                                     |      |
| 寺尾中三丁目   | てらおなか         | 1980年9月30日    | 1980年9月30日      | 大字寺尾字子ノ神・字林                                                     |      |
| 寺尾中四丁目   | てらおなか         | 1980年9月30日    | 1980年9月30日      | 大字寺尾字林                                                               |      |
| 寺尾釜田一丁目 | てらおかまた       | 1982年2月1日     | 1982年2月1日       | 大字寺尾字釜田                                                             |      |
| 寺尾釜田二丁目 | てらおかまた       | 1982年2月1日     | 1982年2月1日       | 大字寺尾字釜田                                                             |      |
| 寺尾釜田三丁目 | てらおかまた       | 1982年2月1日     | 1982年2月1日       | 大字寺尾字釜田・字代官                                                     |      |
| 寺尾西一丁目   | てらおにし         | 1982年2月1日     | 1982年2月1日       | 大字寺尾字釜田                                                             |      |
| 寺尾西二丁目   | てらおにし         | 1982年2月1日     | 1982年2月1日       | 大字寺尾字中尾、大字小園字上原・字中原                                     |      |
| 寺尾西三丁目   | てらおにし         | 1982年2月1日     | 1982年2月1日       | 大字寺尾字中尾                                                             |      |
| 寺尾本町一丁目 | てらおほんちょう   | 1982年2月1日     | 1982年2月1日       | 大字寺尾字釜田・字中尾・字比留川                                           |      |
| 寺尾本町二丁目 | てらおほんちょう   | 1982年2月1日     | 1982年2月1日       | 大字寺尾字子ノ神                                                           |      |
| 寺尾本町三丁目 | てらおほんちょう   | 1982年2月1日     | 1982年2月1日       | 大字寺尾字子ノ神・字比留川                                                 |      |
| 寺尾南一丁目   | てらおみなみ       | 1982年2月1日     | 1982年2月1日       | 大字寺尾字代官、大字深谷字山王塚・字長峰                                   |      |
| 寺尾南二丁目   | てらおみなみ       | 1982年2月1日     | 1982年2月1日       | 大字寺尾字代官・字釜田・字比留川                                           |      |
| 寺尾南三丁目   | てらおみなみ       | 1982年2月1日     | 1982年2月1日       | 大字寺尾字比留川                                                           |      |
| 小園           | こぞの             | 1889年4月1日     | 未実施             |                                                                            |      |
| 小園南一丁目   | こぞのみなみ       | 1986年8月11日    | 1986年8月11日      | 大字小園字前畑                                                             |      |
| 小園南二丁目   | こぞのみなみ       | 1986年8月11日    | 1986年8月11日      | 大字小園字前畑                                                             |      |
| 早川           | はやかわ           | 1889年4月1日     | 未実施             |                                                                            |      |
| 早川城山一丁目 | はやかわしろやま   | 2000年8月28日    | 2000年8月28日      | 大字早川字嫁ヶ久保・字東山                                                 |      |
| 早川城山一丁目 | はやかわしろやま   | 2000年8月28日    | 2002年10月28日     | 大字早川字嫁ヶ久保                                                         |      |
| 早川城山二丁目 | はやかわしろやま   | 2000年8月28日    | 2000年8月28日      | 大字早川字嫁ヶ久保・字清水・字東山・字天神森・字武者寄                     |      |
| 早川城山三丁目 | はやかわしろやま   | 2000年8月28日    | 2000年8月28日      | 大字早川字嫁ヶ久保・字清水・字伊勢山・字武者寄・字山王原                   |      |
| 早川城山四丁目 | はやかわしろやま   | 2000年8月28日    | 2000年8月28日      | 大字早川字嫁ヶ久保・字上原・字山王原                                       |      |
| 早川城山五丁目 | はやかわしろやま   | 2000年8月28日    | 2000年8月28日      | 大字早川字嫁ヶ久保・字上原                                                 |      |
| 早川城山五丁目 | はやかわしろやま   | 2000年8月28日    | 2002年10月28日     | 大字早川字嫁ヶ久保                                                         |      |
| 吉岡           | よしおか           | 1889年4月1日     | 未実施             |                                                                            |      |
| 吉岡東一丁目   | よしおかひがし     | 1990年11月5日    | 1990年11月5日      | 大字吉岡                                                                   |      |
| 吉岡東二丁目   | よしおかひがし     | 1990年11月5日    | 1990年11月5日      | 大字吉岡                                                                   |      |
| 吉岡東三丁目   | よしおかひがし     | 1990年11月5日    | 1990年11月5日      | 大字吉岡                                                                   |      |
| 吉岡東四丁目   | よしおかひがし     | 1990年11月5日    | 1990年11月5日      | 大字吉岡                                                                   |      |
| 吉岡東五丁目   | よしおかひがし     | 1990年11月5日    | 1990年11月5日      | 大字吉岡、大字深谷、大字早川                                               |      |
| 上土棚北一丁目 | かみつちだなきた   | 1992年10月26日   | 1992年10月26日     | 大字上土棚字蓼川                                                           |      |
| 上土棚北二丁目 | かみつちだなきた   | 1992年10月26日   | 1992年10月26日     | 大字上土棚字蓼川・字中原                                                   |      |
| 上土棚北三丁目 | かみつちだなきた   | 1992年10月26日   | 1992年10月26日     | 大字上土棚字蓼川・字中原                                                   |      |
| 上土棚北四丁目 | かみつちだなきた   | 1992年10月26日   | 1992年10月26日     | 大字上土棚字中原                                                           |      |
| 上土棚北五丁目 | かみつちだなきた   | 1992年10月26日   | 1992年10月26日     | 大字上土棚字中原・字並塚                                                   |      |
| 上土棚南一丁目 | かみつちだなみなみ | 1992年10月26日   | 1992年10月26日     | 大字上土棚字松山、大字深谷字長坂上・字下落合                               |      |
| 上土棚南二丁目 | かみつちだなみなみ | 1992年10月26日   | 1992年10月26日     | 大字上土棚字松山                                                           |      |
| 上土棚南三丁目 | かみつちだなみなみ | 1992年10月26日   | 1992年10月26日     | 大字上土棚字松山・字藪根・字笹山                                           |      |
| 上土棚南四丁目 | かみつちだなみなみ | 1992年10月26日   | 1992年10月26日     | 大字上土棚字松山・字藪根                                                   |      |
| 上土棚南五丁目 | かみつちだなみなみ | 1992年10月26日   | 1992年10月26日     | 大字上土棚字松山・字西原・字山谷・字藪根                                   |      |
| 上土棚南六丁目 | かみつちだなみなみ | 1992年10月26日   | 1992年10月26日     | 大字上土棚字松山・字西原・字山谷                                           |      |
| 上土棚中一丁目 | かみつちだななか   | 1996年11月25日   | 1996年11月25日     | 大字上土棚字蓼川・字中原・字中村                                           |      |
| 上土棚中二丁目 | かみつちだななか   | 1996年11月25日   | 1996年11月25日     | 大字上土棚字中村                                                           |      |
| 上土棚中三丁目 | かみつちだななか   | 1996年11月25日   | 1996年11月25日     | 大字上土棚字中原・字並塚・字中村・字嵯峨                                   |      |
| 上土棚中四丁目 | かみつちだななか   | 1996年11月25日   | 1996年11月25日     | 大字上土棚字並塚・字笹山・字嵯峨                                           |      |
| 上土棚中五丁目 | かみつちだななか   | 1995年2月13日    | 1995年2月13日      | 大字上土棚字中村・字笹山・字嵯峨                                           |      |
| 上土棚中六丁目 | かみつちだななか   | 1995年2月13日    | 1995年2月13日      | 大字上土棚字中村・字笹山                                                   |      |
| 上土棚中七丁目 | かみつちだななか   | 1995年2月13日    | 1995年2月13日      | 大字上土棚字中村                                                           |      |
| 本蓼川         | ほんたてかわ       | 1889年4月1日     | 未実施             |                                                                            |      |
| 厚木基地内     | あつぎきちない     |                  | 未実施             |                                                                            |      |
| 綾西一丁目     | りょうせい         | 1975年7月1日     | 1975年7月1日       | 大字吉岡、大字早川                                                         |      |
| 綾西二丁目     | りょうせい         | 1975年7月1日     | 1975年7月1日       | 大字吉岡                                                                   |      |
| 綾西三丁目     | りょうせい         | 1975年7月1日     | 1975年7月1日       | 大字吉岡                                                                   |      |
| 綾西四丁目     | りょうせい         | 1975年7月1日     | 1975年7月1日       | 大字吉岡                                                                   |      |
| 綾西五丁目     | りょうせい         | 1975年7月1日     | 1975年7月1日       | 大字吉岡、大字早川                                                         |      |

1. ↑  大上三丁目の北側に町区域が僅かに存在するが、住所としては使用されていない。
2. ↑  寺尾北二丁目の北側に町区域が僅かに存在するが、住所としては使用されていない。

### 郵便
郵便番号
- 252-11XX - 綾瀬郵便局が管轄・集配を担当する。

### NTT東日本
- 本市の市外局番は0467（藤沢MA）。
  - 市外局番が同じ0467の地域ならびに0466の藤沢市とは市内料金で通話が可能である。

## 行政
- 市長：橘川佳彦（2024年7月25日就任、1期目）

### 歴代市長
| 代 | 氏名       | 就任                      | 退任                      | 備考 |
| -- | ---------- | ------------------------- | ------------------------- | ---- |
| 1  | 鈴木進     | 1978年（昭和53年）11月1日 | 1992年（平成4年）7月24日  |      |
| 2  | 見上和由   | 1992年（平成4年）7月25日  | 2004年（平成16年）7月24日 |      |
| 3  | 笠間城治郎 | 2004年（平成16年）7月25日 | 2016年（平成28年）7月24日 |      |
| 4  | 古塩政由   | 2016年（平成28年）7月25日 | 2024年（令和6年）7月24日  |      |
| 5  | 橘川佳彦   | 2024年（令和6年）7月25日  |                           |      |

### 市の行政機関
- 綾瀬市消防本部

### 県の行政機関
綾瀬市内に警察署は存在せず、大和警察署の管内である。
- 神奈川県大和警察署
  - 綾瀬地区交番（綾瀬合同庁舎内）
  - 寺尾交番
  - 深谷交番
  - 上土棚交番
  - 相模大塚駅前交番（所在地は大和市、受け持ち区域に蓼川と大上七丁目〜九丁目を含む）
- 厚木児童相談所（綾瀬市・秦野市・伊勢原市・厚木市・海老名市・座間市・愛甲郡愛川町・愛甲郡清川村）
- 厚木土木事務所東部センター（大和市・海老名市・座間市・綾瀬市）

### 広域行政機関
- 高座清掃施設組合（綾瀬市・海老名市・座間市）
- 広域大和斎場組合（綾瀬市・大和市・海老名市・座間市）
- 神奈川県県央地域県政総合センター（綾瀬市・厚木市・大和市・海老名市・座間市・愛甲郡愛川町・愛甲郡清川村）

## 議会

### 神奈川県議会
- 選挙区：綾瀬市選挙区
- 定数：1人
- 投票日：2023年4月9日

| 候補者名 | 当落 | 年齢 | 所属党派   | 新旧別 | 得票数 |
| -------- | ---- | ---- | ---------- | ------ | ------ |
| 綱嶋洋一 | 当   | 55   | 自由民主党 | 現     | 無投票 |

### 衆議院
- 選挙区：神奈川13区 （綾瀬市、大和市、海老名市、座間市（相模が丘1〜6丁目を除く））
- 任期：2021年10月31日 - 2025年10月30日
- 投票日：2021年10月31日
- 当日有権者数：471,671人
- 投票率：55.77％

| 当落 | 候補者名 | 年齢 | 所属党派   | 新旧別 | 得票数    | 重複 |
| ---- | -------- | ---- | ---------- | ------ | --------- | ---- |
| 当   | 太栄志   | 44   | 立憲民主党 | 新     | 130,124票 | ○    |
| 比当 | 甘利明   | 72   | 自由民主党 | 前     | 124,595票 | ○    |

## 経済

### 市内に本社を置く主な企業
- 多摩川ホールディングス（多摩川電子）
- メイコー
- 横浜森永乳業
- エムケーチーズ
- ガステック
- 油研工業
- 秋本食品
- 屏風浦工業

### 市内に事業所を置く主な企業
- 神奈川新聞綾瀬センター
- 鴻池運輸株式会社 東日本支店
- 日本トーカンパッケージ（株） 厚木工場
- 株式会社パブコ
- 富士フイルムテクノプロダクツ(株)綾瀬工場
- 日立産機システム 相模事業所
- ジョンソンコントロールズ
- キヤノン 綾瀬事業所
- サントリープロダクツ 神奈川綾瀬工場
- トピー工業 綾瀬製造所
- 東罐興業　厚木工場
- 東ソー 東京研究所
- 佐川急便 研修センター
- サードウェーブ 本社工場
- 日世株式会社　東京工場（2015年閉鎖）

## 商業施設
- マルエツ
- MEGAドン・キホーテ綾瀬店
- フードワン
- ロピア
- 相鉄ローゼン国分寺台店（2022年1月27日　閉店）
- 綾瀬タウンヒルズSC（2025年2月11日  閉店）
- フレスポ綾瀬
- ライズモール綾瀬
- ヤオコー

市内に用途地域としての商業地域はない。

### 産業
- 畜産業
  - 養豚 - 高座豚で有名。

## 姉妹都市・提携都市

### 国内
- 姉妹都市
  - 千葉県柏市（旧東葛飾郡沼南町）	
    - 1967年（昭和42年）9月9日提携

## 教育・文化
綾瀬市では、「綾瀬市奨学金条例」に基づく給付型奨学金制度がある。 主に、高等学校・専修学校高等課程を対象としている。

### 小学校
市立
- 綾瀬市立綾瀬小学校
- 綾瀬市立落合小学校
- 綾瀬市立北の台小学校
- 綾瀬市立早園小学校
- 綾瀬市立土棚小学校
- 綾瀬市立寺尾小学校
- 綾瀬市立天台小学校
- 綾瀬市立綾西小学校
- 綾瀬市立綾南小学校
- 綾瀬市立綾北小学校

### 中学校
市立
- 綾瀬市立綾瀬中学校
- 綾瀬市立春日台中学校
- 綾瀬市立北の台中学校
- 綾瀬市立城山中学校
- 綾瀬市立綾北中学校

### 高等学校
- 神奈川県立綾瀬高等学校
- 神奈川県立綾瀬西高等学校
- 生蘭高等専修学校
- 日々輝学園高等学校神奈川校（通信制）

### 専門学校
- 湘央医学技術専門学校
- 湘央生命科学技術専門学校

### 文化施設
- 綾瀬市立図書館（蔵書冊数259,000冊）
- 綾瀬市オーエンス文化会館

### ゆるキャラ
- あやぴぃ
- ブタッコリ～

## 交通

### 鉄道
市内に鉄道駅はない。
市内を東海道新幹線が通過しているが、駅は設置されておらず、「鉄道が通る、駅のない市」である。なお、東海道新幹線開業前に先行建設され、テスト走行が行われた「モデル線」は、現在の綾瀬市・大和市境付近の綾瀬側に起点があり、報道等で綾瀬の名は頻繁に登場していた。
同様に鉄道が通りながら駅の無い市としては、当市以外では青森県十和田市と静岡県牧之原市、福岡県宮若市と同県那珂川市が該当する。
ただし、相鉄本線かしわ台駅（海老名市）が北端市境から約100 mと至近であるほか、市北部には海老名駅、さがみ野駅、相模大塚駅が徒歩圏内の地域がある。また、小田急江ノ島線長後駅（藤沢市）が東南部市境から約1.5 kmほどの場所に位置している。
市周辺を通過する小田急小田原線には「綾瀬行き」が存在するが、これは直通運転先の東京メトロ千代田線綾瀬駅（東京都足立区綾瀬に所在）の事であり、当市とは無関係である。

### 路線バス
市内には鉄道駅が無いため、路線バス網が発達しており、市外の駅などに向かうバス路線がある。また、市内を循環するコミュニティバスもある。
- 神奈川中央交通
  - 綾瀬営業所
- 相鉄バス
  - 綾瀬営業所

綾瀬市役所バス停からかなりの本数で海老名駅行きなどのバスが運行されている。
- 綾瀬市コミュニティバス「かわせみ」
- 高速バス 綾瀬バスストップ（東名綾瀬）
  - 東名ハイウェイバス（JRバス関東、JR東海バス）東京方面・静岡および名古屋方面行き
  - 小田急ハイウェイバス 新宿方面・箱根桃源台方面行き
  - レイクライナー（相鉄バス・フジエクスプレス）横浜方面・河口湖方面行き

### 道路
前述の通り、市内は自動車交通に依存しているため、各所で渋滞が発生している。最近では神奈川県道42号藤沢座間厚木線（寺尾上土棚線）全線開通により、神奈川県道40号横浜厚木線から国道1号まで接続したため、交通量が増加。また、神奈川県道45号丸子中山茅ヶ崎線（丸子中山茅ヶ崎線）や都市計画道路（早川本蓼川線）などの朝夕のラッシュ渋滞の影響からか、生活道路を抜け道として利用する自動車が多い。そのため、新たな道路や鉄道の建設などの渋滞対策は喫緊の課題と言える。
東名高速道路では既存の綾瀬バスストップに併設される形で綾瀬スマートインターチェンジの建設事業が進められ、2021年3月31日に供用開始された。
市内に一般国道に指定されている道路はなく、1993年4月の国道改正においても指定はなかった。ただし、1981年の国道246号大和厚木バイパス開通以前は現在の綾瀬市内を通過する神奈川県道40号横浜厚木線が国道246号の一部として指定されていた。
- 高速自動車国道
  - 東名高速道路
    - 綾瀬SIC/BS
- 主要地方道
  - 神奈川県道22号横浜伊勢原線
  - 神奈川県道40号横浜厚木線
  - 神奈川県道42号藤沢座間厚木線
  - 神奈川県道43号藤沢厚木線
  - 神奈川県道45号丸子中山茅ヶ崎線
- 一般県道
  - 神奈川県道406号吉岡海老名線が西端市境となっている。

## 名所・旧跡・観光スポット・祭事・催事

### 寺社
- 報恩寺
- 大法寺
- 蓮光寺（遠山氏累代の墓碑群）
- 五社神社
- 長龍寺（大橋氏累代の墓碑群）
- 熊野社本殿
- 小園子之社本殿
- 蓼川神社

### 遺跡・旧跡
- 神崎遺跡（国指定史跡）
- 宮久保遺跡（神奈川県立綾瀬西高等学校内）
- 上土棚遺跡
- 道場窪遺跡
- 早川城址（県指定史跡）

### 公園
厚木基地周辺地域に公園が多い。
- 寺尾の森
- 長峰自然の森
- 蟹ヶ谷公園
- 城山公園（東郷平八郎の祖先発祥の地、早川城跡）
- 風車公園
- 光陵公園
- 綾瀬スポーツ公園
- 綾西公園
- 綾南公園

### 祭・イベント
- あやせロックバンドフェスティバル
- 綾瀬大納涼祭
- 綾瀬ささらおどり

## 著名な出身者

### 政治・経済
- 金子角之助 - 旧姓・武藤、藤沢町長、高座郡農会長、神奈川県農工銀行取締役

### スポーツ
- 石井章夫 - 元社会人野球選手（東京ガス）
- 石井貴 - 元プロ野球選手（西武ライオンズ）、石井章夫の弟
- 大塚晴弘 - サッカー審判員、元FIFA（国際サッカー連盟）国際副審、元プロフェッショナルレフェリー
- 加藤祐哉 - プロボウラー
- 鴨志田誉 - 元サッカー選手（栃木SC）
- 高田孝一 - 元プロ野球選手（東北楽天ゴールデンイーグルス）
- 高田栄二 - 元サッカー選手（川崎フロンターレ）
- 増田亜矢子 - 元サッカー選手（TEPCOマリーゼ）
- 山崎祐平 - 横浜F・マリノスコーチ

### 芸能
- 石渡真修 - 俳優
- 小畑由香里 - ファッションモデル、タレント、柳沢敦の妻
- 香椎由宇 - 女優、オダギリジョーの妻
- さかなクン - タレント、魚類学者
- シューレスジョー - お笑いタレント
- 志田未来 - 女優
- 鈴木拓 - お笑いタレント、ドランクドラゴン
- 渡邉廉 - PSYCHIC FEVER from EXILE TRIBEメンバー

### その他
- 藤井貴彦 - フリーアナウンサー、元日本テレビアナウンサー